# Miura Akito
Akito Miura (sinh ngày 11 tháng 8 năm 1987) là một cầu thủ bóng đá người Nhật Bản.

## Sự nghiệp câu lạc bộ
Akito Miura đã từng chơi cho Gainare Tottori.